# Sophiekerk (Berlijn)
De Sophiekerk (Duits: Sophienkirche) is een barokke kerk in het stadsdeel Mitte in het centrum van Berlijn, net ten noorden van Hackesche Höfe. Aangrenzend aan de kerk is een begraafplaats die niet meer wordt gebruikt.

## Geschiedenis
De kerk ontstond in 1712 als parochiekerk van de Spandauer Vorstadt, nadat de Pruisische koningin Sophie Louise, de derde echtgenote van koning Frederik I, op verzoek van de bevolking een toereikende som geld ter beschikking had gesteld voor de bouw van een kerk. De koning, die toestemming moest geven voor de gift, wilde dat de voorstad de naam "Sophienstadt" zou dragen, maar zover kwam het niet. De koningin leed aan depressies en toen na de dood van haar man haar stiefzoon, Frederik Willem I van Pruisen, in 1713 aan de macht kwam verbood hij haar de wijding van de kerk bij te wonen en liet haar deporteren naar haar geboortestreek Mecklenburg. De kerk werd op 18 juni 1713 als de "Spandause Kerk" (Duits: Spandauische Kirche) gewijd. Tegen de wil van de koning bleef de bevolking echter de naam Sophiekerk bezigen. Pas onder Frederik de Grote mocht de kerk officieel Sophiekerk worden genoemd.
Tijdens de Tweede Wereldoorlog werden de gekleurde ramen verwoest, maar verder leed de kerk geen grote schade. In 1945 was de Sophiekerk een van de weinige nog intacte godshuizen in de binnenstad en werd als gevolg daarvan door vele gemeenten gebruikt. In de jaren 1960-1962 werd de kerk grondig gerenoveerd. De toren werd in 1975-1976 gerestaureerd. Rond de Sophiekerk kwam het tijdens de DDR-periode niet tot grootschalige veranderingen in het gebied, zodat de traditionele parochiestructuur intact bleef.
In juni 1989, in de nadagen van de DDR, verzamelde zich in de Sophiekerk een menigte om te protesteren tegen het bedrog bij de gemeenteraadsverkiezingen van 7 mei 1989. Ook in de navolgende maanden bleef de kerk de deuren geopend houden voor iedereen die burgerrechten en vrijheid eisten.

## Het kerkgebouw
De Sophiekerk werd als zaalkerk naar het ontwerp van de bouwmeester Philipp Gerlach gebouwd. De toren werd in 1732–1734 door Johann Friedrich Grael toegevoegd; het is de enige barokke toren van Berlijn. Oorspronkelijk waren preekstoel, altaar, en doopvont centraal gelegen in de kerk, maar werden in 1833 naar de oostelijke muur verplaatst. Eén verdieping van de houten galerijen werd verwijderd. In de jaren 1891–1892 vond een ingrijpende verbouwing plaats. Er werd een altaarruimte gecreëerd, het plafond werd verhoogd, een vestibule werd toegevoegd en het interieur werd versierd met ornamenten in de barokstijl.

## Omgeving
De ingang van de kerk bevindt zich aan de Große Hamburger Straße en wordt omlijst door twee neobarokke woongebouwen uit 1903–1905. Op het kerkhof van de Sophiekerk werden bekende Duitsers als de componist Carl Friedrich Zelter, de historicus Leopold von Ranke en de dichteres Anna Louisa Karsch begraven. Ook bevindt zich op het kerkhof een van de weinige rococo-grafmonumenten van Berlijn, namelijk dat van de scheepsbouwmeester Johann Köpjohann en zijn echtgenoot. Achter de begraafplaats ligt de Sophienstraße, een schilderachtige straat met goed bewaard gebleven gebouwen uit de achttiende eeuw.

## Afbeeldingen

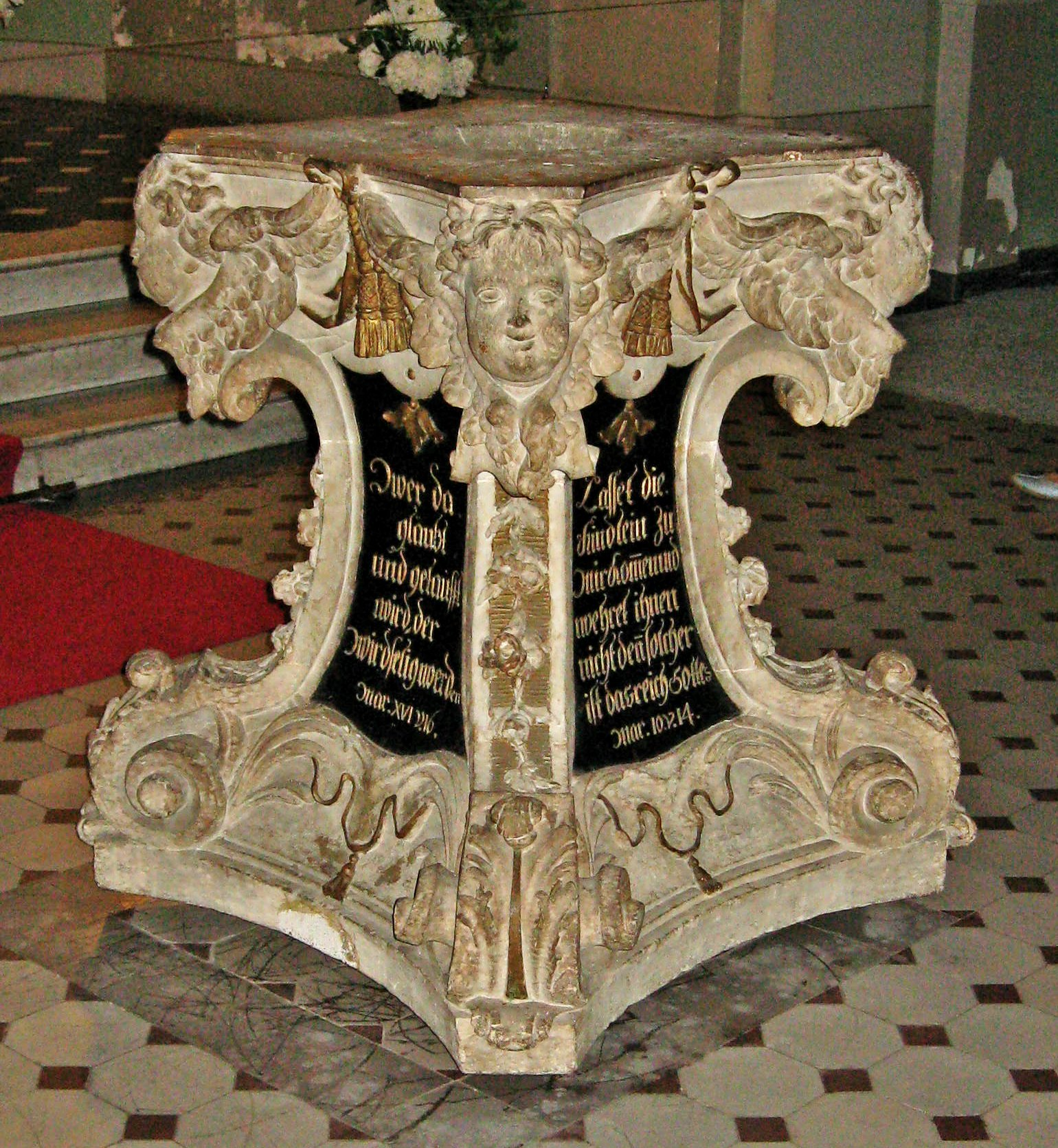
Doopvont
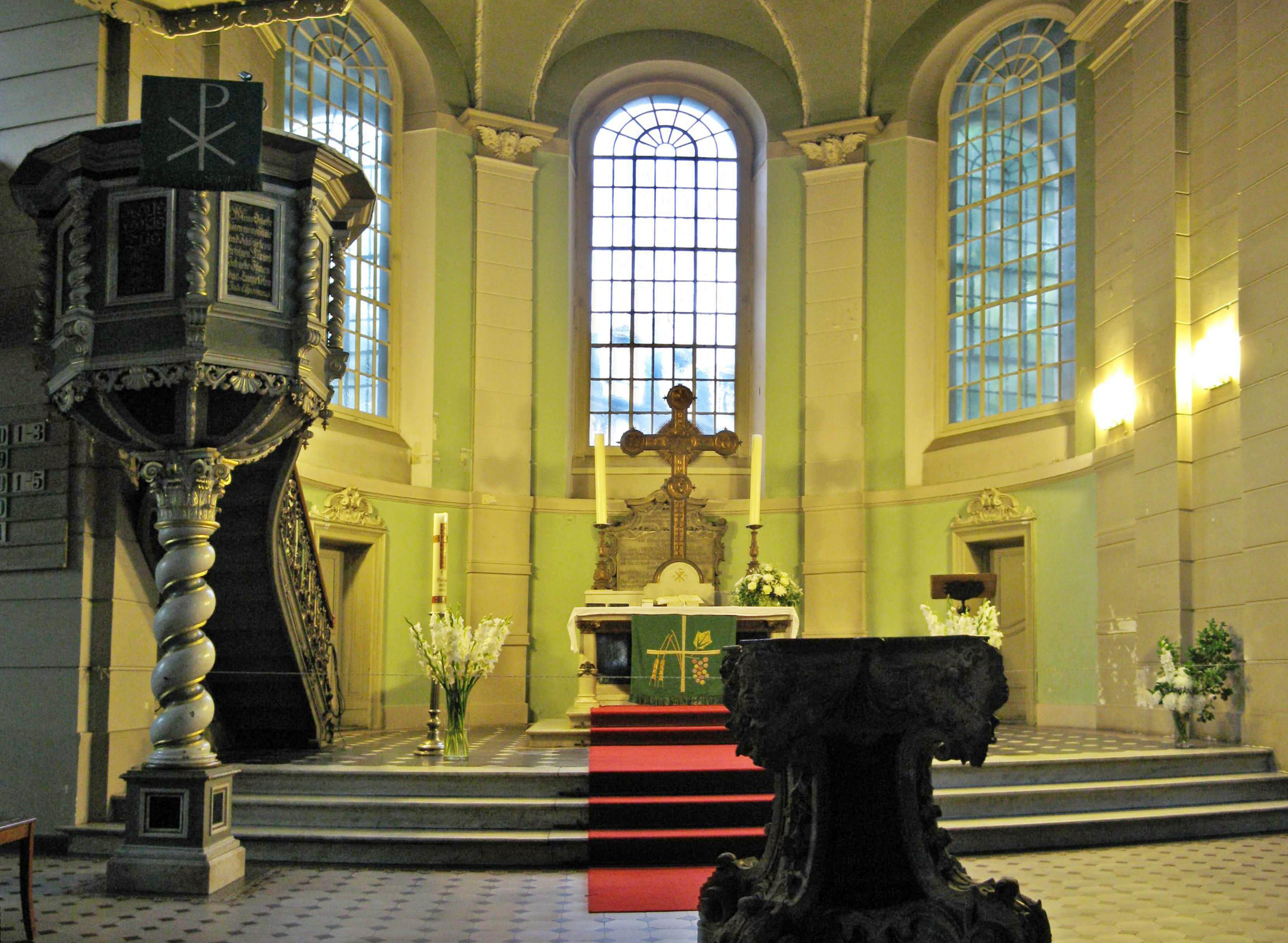
Koor
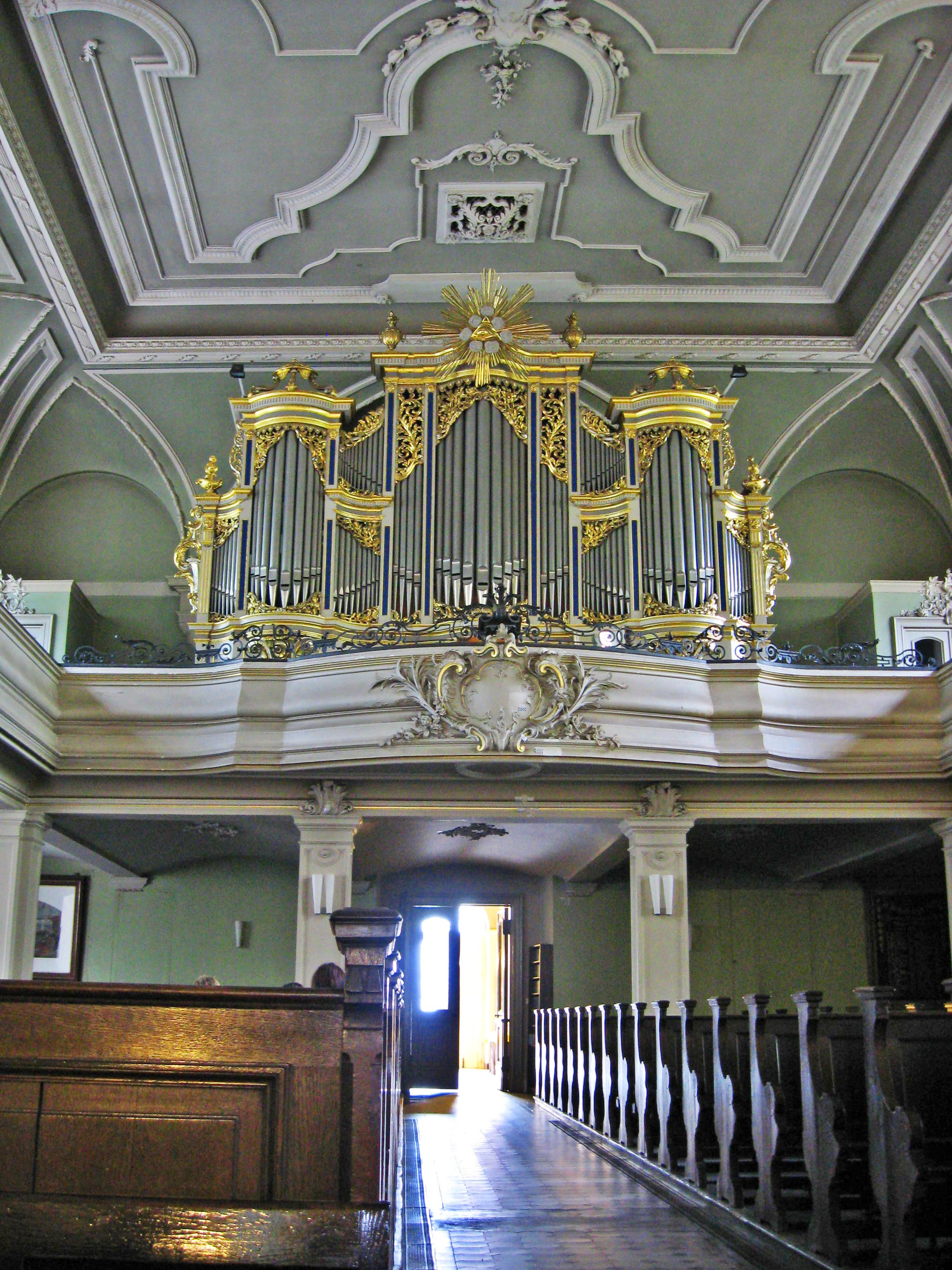
Orgel
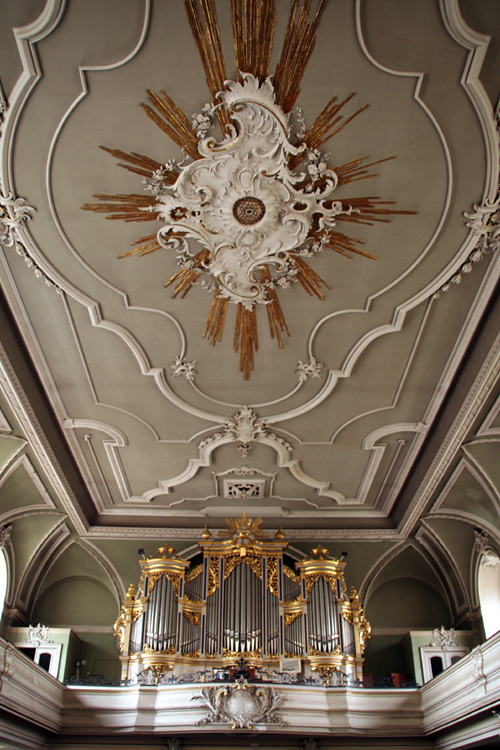
Plafond